# Черноморское казачье войско
Черноморское казачье войско — военное казачье формирование в XVIII—XIX веках.
Создано российским правительством в 1787 году из частей Войска верных запорожцев, основу которого составляли прежние запорожские казаки. Для войска отводилась территория между Южным Бугом и Днестром с центром в городе Слободзея.
В 1792 году войско переселено на Кубань, где казаками было основано 40 куреней с центром в городе Екатеринодар.
В 1802 году к ним переселили Екатеринославское казачье войско, в 50-е годы — Азовское казачье войско.
В 1860 году были объединены с кавказскими линейными казаками, новое образование названо Кубанским казачьим войском.

## Предыстория возникновения
К концу XVIII века после многочисленных политических побед Российской империи коренным образом изменились приоритеты развития её южных окраин и проживающих там казаков Запорожской Сечи. С заключением Кючук-Кайнарджийского договора (1774) Россия получила выход в Чёрное море и Крым. На западе ослабленная Речь Посполита была на грани разделов.
Таким образом, дальнейшая необходимость в сохранении присутствия казаков на их исторической родине для охраны южных российских границ для правительства отпала. В то же время их традиционный образ жизни часто приводил к конфликтам с российскими властями. После неоднократных погромов сербских поселенцев, донских казаков и помещиков Малороссии и Новороссии, а также в связи с поддержкой находящимися в ссылке на Урале и в Поволжье запорожскими казаками Пугачёвского восстания, сведениями Пугачёва о его планах уйти в Запорожскую Сечь, возможности появления новых Петров III, императрица Екатерина II приказала распустить Запорожскую Сечь, что и было исполнено по приказу Григория Потёмкина об усмирении запорожских казаков генералом Петром Текели в июне 1775 года.
После того, однако, как около пяти тысяч казаков ушло в устье Дуная, создав Задунайскую Сечь под протекторатом турецкого султана, было предприняты меры по интеграции оставшихся двенадцати тысяч казаков в российскую армию и общество будущей Новороссии.

## Возникновение и деятельность войска
В то же время Османская империя, получившая дополнительные силы в лице дунайских казаков, грозила новой войной.
Вскоре после роспуска Запорожской Сечи у князя Потёмкина возникла мысль возобновить существование казацкого войска с целью охраны границ вновь образованной Новороссийской провинции. В 1783 году он дал разрешение бывшим запорожцам Антону Головатому, Захарию (Хорьку) Чепеге и Сидору Белому (Легкоступу) «приглашать охотниковъ к служению в козачьемъ званіи».
После начала новой русско-турецкой войны в начале сентября 1787 года Екатерина II, которой представились в Кременчуге депутаты бывших запорожцев, дала согласие на восстановление старого войска под именем «войска верных козаков». Возобновлённое таким образом войско приняло деятельное участие в войне с Турцией. Атаманом в нём стал Чепега, главным же начальником его был светлейший князь Потёмкин-Таврический, в 1790 получивший титул великого гетмана Екатеринославского и Черноморского казачьих войск. Место для поселения казаков Потёмкин определил на берегу Чёрного моря у Кинбурна, а так же по течению Днестра с кошевым поселением Слободзея в виду крепости и городка Тирасполь (основанного А.В.Суворовым) при ней, где в местном гарнизоне, численность служивых казаков, доходила до двух пятисотенных полков. Скоро общий строевой состав войска дошел до 10 тысяч человек. Оно разделились на две команды: пешую и конную. Конная команда действовала на суше под командованием Суворова, а пешая команда под командованием атамана Головатого сражалась с турками на гребной казачьей флотилии под Очаковым.
Екатерина II ещё в 1788 г. пожаловала войску землю в Керченском куте или на Тамани, но в 1790 г. по представлению Потёмкина «войску верных козаков» была отведена для поселения земля между Днестром и Бугом по берегу Чёрного моря, откуда и пошло название войска — черноморское.
За два года на этой территории бывшие запорожцы основали 25 поселений, с резиденцией в Слободзее; в это время население на землях войска насчитывало 1759 семейств, с 5068 мужчин и 4414 женщин. В Атласе Российской империи 1792 года территория черноморских казаков между Бугом и Днестром была обозначена как «Новоприобретённая область от Порты Отоманской, присоединённая к Екатеринославскому наместничеству».

## Переселение на Кубань
В 1792 году войску предложено было переселиться на Кубань и занять нижнее течение этой реки. Всего было переброшено 14 374 человек обоего пола (из которых 7860 мужчин). Заняв здесь территорию в 30 000 квадратных вёрст, казаки основали город Екатеринодар (1793) и 40 куренных поселений. Войско должно было нести постоянную сторожевую службу, охраняя границу от нападений адыгов. Состав войска несколько раз пополнялся новыми массовыми переселениями.
30 июня 1792 года указом Екатерины II проводится разграничение земель Черноморского казачьего войска, Екатеринославской, Таврической и бывшей Кавказской губерний; межевание земель проведено только в 1795 году, тогда же определены границы с Войском Донским.
В 1796 году два пятисотенных полка Черноморского казачьего войска участвовали в Персидском походе, потеряв в нём большей частью от болезней, до половины личного состава, среди умерших был и атаман войска А. А. Головатый. Летом 1797 года произошёл так называемый «Персидский бунт» — требовавшие неполученного вознаграждения за поход и компенсации убытков казаки отказались подчиняться новому атаману Тимофею Котляревскому, который бежал от них и представил в донесении требования казаков как бунт, хотя со стороны казаков кровопролития не было. По требованию императора Павла I расправа была жестокой: под суд отдано 222 человека, за время следствия (окончилось в августе 1800 года) умерли 55 арестованных. К повешению были приговорены 167 человек, ещё несколько к наказанию шпицрутенами (до 10 000 ударов); император «смягчил» приговор, заменив смертную казнь битьём кнутом и клеймением; в результате умерли ещё несколько десятков человек. Оставшихся в живых отправили в вечную ссылку на каторжные работы.
В 1801 году в войске уже было 32 609 душ обоего пола. Так, в 1808 году переселились к черноморцам 500 буджакских казаков (бывших запорожцев, вернувшихся из Турции, куда они ушли после роспуска Сечи). В 1809—1811 было переселено свыше 23 000 душ, в 1821—1825 свыше 20 000 душ, и последняя волна переселений произошла в 1845—1859 годах; всего на Кубань были переселены из Малороссии более 100 тысяч человек. К концу 60-х гг. на территории войска уже существовали 3 города, 1 немецкая колония, 63 куренных поселения и до 3000 хуторов.

## Административное деление и структура управления
В административном отношении войско подчинялось сначала Таврическому губернатору, внутренними же делами войска заведовало войсковое правительство, состоявшее из атамана, судьи и писаря. В 1820 году черноморское войско было подчинено начальнику отдельного Грузинского корпуса (с 1821 Кавказский корпус) а войсковая земля причислена к Кавказской губернии. Тогда же в состав Войска был передан Тмутараканский уезд, ранее входивший в состав Таврической губернии. Составленные самим войском в 1794 правила воспроизводили запорожские порядки управления: территория войска делилась на 5 округов, из которых в каждом должно было существовать правление из полковника, писаря, есаула и хорунжего, отвечавшее за все административные, судебные и хозяйственные дела округа — довольно точная копия сечевых паланок. В 1801 году грамотой императора Павла была создана войсковая канцелярия, в состав которой входили атаман и два члена от войска, особые члены по назначению от правительства и правительственный прокурор; при том всё войско делилось на 25 (по другим источникам 20) полков. Во времена Павла I во главе войска стоял атаман Котляревский, нелюбимый войском (в 1797 произошёл бунт). В 1799 году его сменил атаман Бурсак. Указом от 25 февраля (9 марта) 1802 года было опять восстановлено войсковое правительство в составе атамана, двух непременных членов и 4-х асессоров; деление на полки было сохранено. Три первые атамана были выборными, но потом они назначались правительством, сперва из среды казаков, а с 1855 — из армейских чинов. Самоуправление сохранилось только на низшей ступени управления, в куренях. Первоначально вся земля была объявлена войсковой собственностью, причём владение ей совершалось на началах вольной заимки. С течением времени, однако, старшины, отделяясь от рядовых казаков благодаря пожалованию чинов и не чувствуя над собой бдительного общественного контроля, стали захватывать значительные пространства земли под свои хутора, в ущерб земледелию казацких куреней. Эти злоупотребления были впоследствии санкционированы законодательством. Положение 1842 г. установило нормальный размер земельных наделов: для рядового казака — 30 десятин, для лиц дворянского сословия в пожизненное пользование — генералам по 1500 десятин, штаб-офицерам 500 десятин и обер-офицерам 200 десятин. Положением 1870 эти дворянские участки были переданы их владельцам в потомственное пользование, и рядом с войсковой землей окончательно сложилась частная земельная собственность. Положение 1842 отделило в войске военное управление от гражданского и регулировало куренное самоуправление в лице станичного.
- Е. М. Корнеев «Черноморский казак», 1812 год.
- Казак конно-артиллерийских батарей Черноморского Казачьего войска. 1840—1845[9].
- Трубач конно-артиллерийских батарей Черноморского Казачьего войска. 1840—1845[10].

## Кубанское войско и второе переселение
В 1860 г. взамен черноморского и кавказского линейного войска созданы были кубанское и терское, причём к первому причислены были станицы Старой и Новой линии (значительная часть Кавказского линейного войска: полки Кубанский, Кавказский и Хопёрский). Затем началась колонизация Закубанья. Заведовавшей ей граф Н. И. Евдокимов повел сперва дело очень круто, принуждая кубанских казаков к выселению на новые места целыми станицами по решению начальства. Начавшиеся в войсках волнения принудили, однако, администрацию пойти на уступки и согласиться на переселения лишь желающих и очередных казаков. За 4 года образовалось в верхней Кубани и Закубанье 83 новых поселения. И в этой местности установились две формы земледелия, общинное и частное. Реформа 1870 г. создала управление войска, просуществовавшее до Первой мировой войны. К 1 января 1894 г. войсковое население войска составляло 702 484 человек (350 507 мужчин и 351 925 женщин), кроме того, на казачьей территории проживало 496 892 иногородних (не казаков).